# Lux (Badalona)
Lux va ser una revista periòdica publicada a Badalona el 1907, òrgan de l'Escola Moderna local.
Era una revista pedagògica i il·lustrada, l'objectiu de la qual era defensar, promoure i protegir l'ensenyament racionalista i contribuir de forma desinteressada en la culturització de la societat fora de fanatismes i supersticions. Van sortir publicats un total de sis números, el primer va aparèixer el 23 de març de 1907 i el darrer el 31 d'agost de 1907.
Dirigida per Teodor Sanmartí Marquet, tenia la seu al passeig de Martínez Campos, 4, i funcionava com a òrgan de l'Escola Moderna de Badalona, una de les diverses que havia fundat Francesc Ferrer i Guàrdia a Barcelona i la seva rodalia, sostinguda per la Sociedad Protectora de la Enseñanza Racionalista. Malgrat la curta vida que va tenir, s'hi troba algun escrit signat per Ferrer i Guàrdia, que llavors estava a la presó Model de Madrid.
L'Escola Moderna va tenir el suport de les societats obreres sindicalistes i anarquistes i diversos sectors progressistes i republicans locals, però va tenir problemes amb les autoritats i va ser tancada, pel que sembla arran de pressions polítiques de les elits conservadores i reaccionàries a l'Ajuntament de Badalona, possible raó per la qual va desaparèixer també la revista.